# Erich-Fried-Gesamtschule Ronsdorf

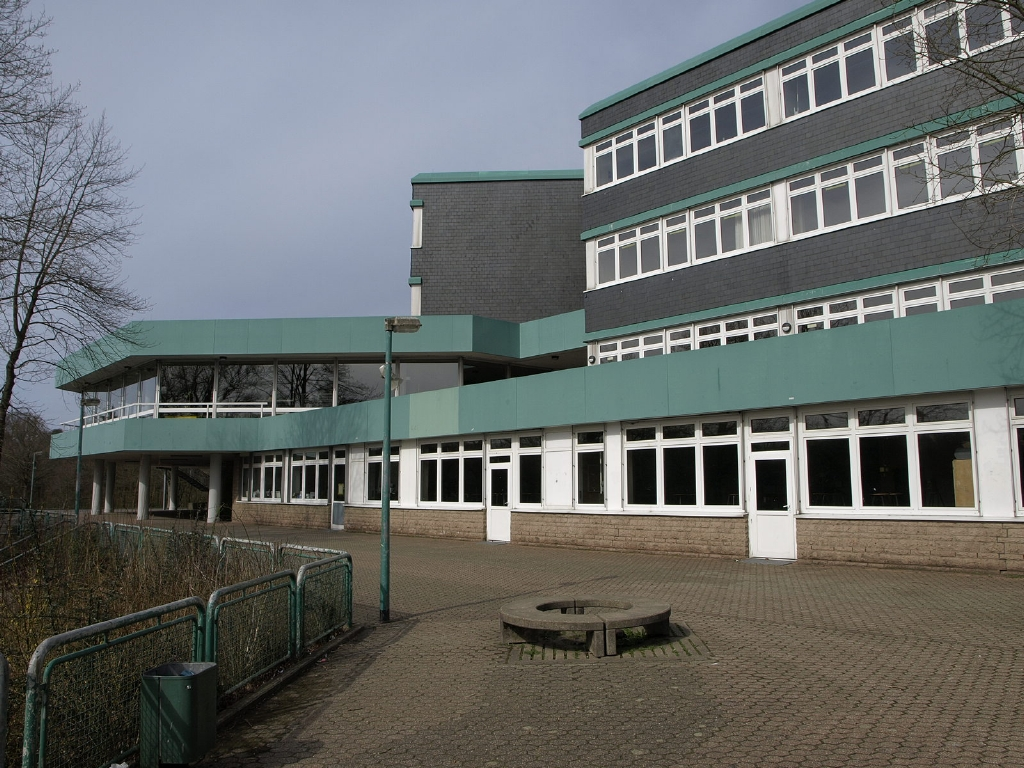
Erich-Fried-Gesamtschule Ronsdorf (2015)

Die Erich-Fried-Gesamtschule Ronsdorf ist eine Gesamtschule im Wuppertaler Stadtteil und Stadtbezirk Ronsdorf in Nordrhein-Westfalen. Sie ist benannt nach Erich Fried. An der Schule mit der Schul-Nr. 185772, die seit 1979 existiert, werden ca. 1370 Schülerinnen und Schüler von 125 Pädagoginnen und Pädagogen unterrichtet.

## Geschichte
Nachdem 1975 die Initiative weiterführende Schule Ronsdorf gegründet worden war, begann 1977 der erste Bauabschnitt der Schule. Am 1. August 1979 nahm sie als erste Gesamtschule Wuppertals mit 256 Schülern den Unterrichtsbetrieb auf. Ein Förderverein bildete sich schon vor der Eröffnung. 1980 wurde die Aula und 1984 Mensa und Küche fertiggestellt. Nachdem 1985 eine gymnasiale Oberstufe eingeführt wurde, legte der erste Jahrgang 1988 das Abitur ab.